# Olga Sáez Larra
Olga Sáez Larra (* 18. September 1994) ist eine spanische Tennisspielerin.

## Karriere
Sáez Larra spielt hauptsächlich auf Turnieren des ITF Women’s Circuit, bei denen sie bereits 11 Einzel- und 14 Doppeltitel gewinnen konnte.
2017 hatte sie ihren ersten Einsatz im Fed Cup.

## Turniersiege

### Einzel
| Nr. | Datum             | Turnier   | Kategorie   | Belag | Finalgegnerin             | Ergebnis         |
| --- | ----------------- | --------- | ----------- | ----- | ------------------------- | ---------------- |
| 1.  | 10. November 2013 | Vinaròs   | ITF $10.000 | Sand  | Mayar Sherif              | 4:6, 7:5, 6:4    |
| 2.  | 1. Dezember 2013  | Nules     | ITF $10.000 | Sand  | Lisa Sabino               | 6:3, 6:2         |
| 3.  | 7. Juni 2014      | Madrid    | ITF $10.000 | Sand  | Lucía Cervera Vázquez     | 6:4, 3:6, 7:5    |
| 4.  | 16. November 2014 | Castellón | ITF $10.000 | Sand  | Amanda Carreras           | 3:6, 6:1, 6:2    |
| 5.  | 23. November 2014 | Nules     | ITF $10.000 | Sand  | Yvonne Cavalle-Reimers    | 6:2, 6:4         |
| 6.  | 7. Juni 2015      | Madrid    | ITF $10.000 | Sand  | Estrella Cabeza Candela   | 6:4, 6:0         |
| 7.  | 28. Februar 2016  | Palmanova | ITF $10.000 | Sand  | Isabelle Wallace          | 6:2, 6:4         |
| 8.  | 10. Dezember 2016 | Nules     | ITF $10.000 | Sand  | Oleksandra Korashvili     | 6:2, 4:6, 6:2    |
| 9.  | 26. Februar 2017  | Palmanova | ITF $10.000 | Sand  | Irene Burillo Escorihuela | 6:4, 6:73, 6:2   |
| 10. | 7. Mai 2017       | Lleida    | ITF $25.000 | Sand  | Georgina García Pérez     | 6:4, 7:66        |
| 11. | 4. November 2018  | St. Cugat | ITF $25.000 | Sand  | Andreea Amalia Roșca      | 6:1, 1:0 Aufgabe |

### Doppel
| Nr. | Datum              | Turnier          | Kategorie   | Belag             | Partnerin                 | Finalgegnerinnen                                   | Ergebnis         |
| --- | ------------------ | ---------------- | ----------- | ----------------- | ------------------------- | -------------------------------------------------- | ---------------- |
| 1.  | 12. Februar 2011   | Vale do Lobo     | ITF $10.000 | Hartplatz         | Rocío de la Torre-Sánchez | Ulrikke Eikeri Anna Fitzpatrick                    | kampflos         |
| 2.  | 4. Juni 2011       | Madrid           | ITF $10.000 | Hartplatz         | Rocío de la Torre-Sánchez | Isabella Schinikowa Julija Stamatowa               | 6:4, 4:6, [10:8] |
| 3.  | 18. Juni 2011      | Madrid           | ITF $10.000 | Sand              | Rocío de la Torre-Sánchez | Lisa Sabino Andreea Vaideanu                       | 7:62, 6:4        |
| 4.  | 30. März 2014      | Pula             | ITF $10.000 | Sand              | Alexandra Nancarrow       | Despina Papamichail Rosalie van der Hoek           | 6:3, 4:6, [10:8] |
| 5.  | 6. Juni 2014       | Madrid           | ITF $10.000 | Sand (Halle)      | Sílvia García Jiménez     | Yvonne Cavalle-Reimers Lucía Cervera Vázquez       | 6:4, 6:3         |
| 6.  | 10. Juli 2014      | Getxo            | ITF $10.000 | Sand              | Charlotte Roemer          | Alexandra Nancarrow Olga Parres Azcoitia           | 6:4, 7:5         |
| 7.  | 26. September 2014 | Madrid           | ITF $10.000 | Hartplatz         | Aliona Bolsova Zadoinov   | Marta Hugi González Encinas Estela Perez Somarriba | 6:1, 6:4         |
| 8.  | 22. November 2014  | Nules            | ITF $10.000 | Sand              | Alexandra Nancarrow       | Yvonne Cavalle-Reimers Aina Schaffner Riera        | 7:65, 7:65       |
| 9.  | 20. November 2015  | Castellon        | ITF $10.000 | Sand              | Noelia Bouzo Zanotti      | Oleksandra Koraschwili Ioana Loredana Roșca        | 6:3, 7:5         |
| 10. | 27. November 2015  | Nules            | ITF $10.000 | Sand              | Charlotte Roemer          | Ariadna Marti Riembau Marta Sexmilo Pascual        | 6:2, 6:3         |
| 11. | 30. September 2016 | Clermont-Ferrand | ITF $25.000 | Hartplatz (Halle) | Georgina García Pérez     | Manon Arcangioli Silvia Njirić                     | 6:2, 3:6, [10:2] |
| 12. | 9. Dezember 2016   | Nules            | ITF $10.000 | Sand              | Charlotte Roemer          | Oleksandra Korashvili Laura Pigossi                | 6:4, 6:2         |
| 13. | 17. Februar 2017   | Manacor          | ITF $15.000 | Sand              | María Teresa Torró Flor   | Yvonne Cavalle-Reimers Charlotte Roemer            | 6:3, 6:2         |
| 14. | Dezember 2017      | Nules            | ITF $25.000 | Sand              | Charlotte Roemer          | Cindy Burger Jana Sisikowa                         | 2:6, 6:1, [10:7] |